# 添付ファイル
添付ファイル（てんぷファイル）とは、電子メールなどで文章と同時に送られるファイルの事である。現在、多くの電子メールクライアントで利用する事ができる。
これを利用する事により、CDやDVD、フロッピーディスクなどの電子媒体を使わずに、自分の作成したファイルを他人に渡したり、逆に他人の作成したファイルを見ることができる。

## MIMEエンコード
もともと、電子メールは7ビットのASCIIコードしか送信できない仕様であるため、添付ファイルはすべてMIME標準で定められたbase64方式で、7bit ASCIIコードにエンコードされる。一方で、最新のメールサーバでは8bit MIME拡張が採用され、完全な8bitがサポートされている。

## 注意
添付ファイルは、作成元と送り先の環境が違うと表示できない場合がある。たとえば、拡張子.xlsのMicrosoft Excelファイルを、Excelがインストールされていないパソコンに送っても、ファイルを表示する事はできない。また、メールで送られてきたマイクロソフトのセキュリティ更新プログラムなどを装った拡張子.exeなどの偽ファイルをダブルクリックなどで実行してしまうと、ウイルスに感染してしまう場合があり、注意する必要がある。
多くのプロバイダーでは、添付ファイルの容量に制限を設けており、一定の容量を超える場合送信できない事がある。このような場合には、ファイル転送サービスなどを代用することでファイルを送信することが出来る。

## 添付ファイルフィルタ
メーリングリスト用添付ファイル除去フィルタ 

m-filter 

sendmailのmilterでメールのウイルスを削除 

添付ファイル除去(削除)フィルタ(w-filter) 

添付ファイルを削除してメール転送 for Linux 

## 参考URL
ファイル転送サービス 添付ファイル・ツクール